# Château de Montoggio
 (signalé en août 2025).
Si vous disposez d'ouvrages ou d'articles de référence ou si vous connaissez des sites web de qualité traitant du thème abordé ici, merci de compléter l'article en donnant les références utiles à sa vérifiabilité et en les liant à la section « Notes et références ».
- Archive Wikiwix
- Bing
- Cairn
- DuckDuckGo
- E. Universalis
- Gallica
- Google
- G. Books
- G. News
- G. Scholar
- Persée
- Qwant
- (zh) Baidu
- (ru) Yandex
- (wd) trouver des œuvres sur Wikidata

Le château de Montoggio, qui protégeait la haute vallée de la Scrivia, devint la propriété de la famille Fieschi, l'une des plus influentes familles génoises, qui en fit leur fief, notamment aux XVe et XVIe siècles.
Il reste étroitement lié aux événements de la conspiration de Gianluigi Fieschi de 1547 et à son dénouement tragique ; en conséquence, il fut entièrement détruit. Aujourd'hui, il n'en reste que quelques ruines, recouvertes de végétation, visibles sur une colline située non loin du centre de Montoggio, dans la ville métropolitaine de Gênes.

## Le château de Fieschi auXVIesiècle
Le château fut renforcé au milieu du XVIe siècle pour résister aux nouvelles armes à feu. Cependant, il fut entièrement démoli à l'explosif après la conclusion de l'affaire Gian Luigi Fieschi en 1547.
Pour une reconstruction hypothétique, étant donné qu'il est actuellement réduit à une simple étendue de décombres recouverte de végétation, les données d'archives permettent d'obtenir un résultat satisfaisant.
Au XVIe siècle, l'entrée était située à l'ouest et consistait en une fortification séparée de plan carré, bien défendue et fortifiée. Cette entrée, surmontée d'une tour, donnait sur une grande cour, une vaste place rectangulaire d'environ 70 mètres sur 25, à l'extrémité opposée de laquelle se trouvait le cœur du château.
La cour, longue et étroite, était bordée de deux murs épais crénelés et percés de nombreuses meurtrières. Ces murs, longeant les longs côtés de la cour, reliaient deux angles de l'entrée surmontée d'une tour à la partie encore plus fortifiée de la résidence. Cette place fermée était également naturellement défendue, le précipice la délimitant au sud et la protégeant au nord par la pente abrupte de la colline.
En progressant vers l'intérieur – depuis la place, conçue comme un terrain de manœuvre, qui menait à la zone habitée par les seigneurs – on longeait, à l'est, un autre fossé profond qui protégeait le cœur de la forteresse.
Le corps principal du château était constitué d'un seul bloc, une structure carrée, grande et massive, d'environ 40 mètres de côté, surmontée aux angles de quatre tours circulaires en saillie vers l'intérieur et l'extérieur. Ces tours étaient ensuite prolongées par des tourelles carrées. Leurs bases pourraient ressembler à celle de la tour unique du château voisin de Savignone (it).
Ce type de tour, beaucoup plus solidement fortifié à Montoggio, était un exemple d'adaptation aux nouvelles armes à feu, suite aux récentes expériences menées à Gênes avec les forteresses de Castelletto et de Briglia (it). Cette tour est actuellement en cours de transformation en bastion, mais il ne s'agit pas encore du bastion triangulaire mis en place à Gênes avec les bastions de la Mura delle Cappuccine conçus par Giovanni Maria Olgiati.
Les tourelles carrées qui les surmontaient, comme le montrent les dessins d'époque, étaient en réalité trop fines et hautes, et pouvaient même être considérées comme contradictoires en raison de leur faible résistance aux tirs de canon, à moins que la protection du socle sur lequel elles étaient montées ne les mette hors de portée. Il est difficile de reconstituer historiquement ces tourelles, étant donné que seules les sections circulaires de leur socle subsistent.
Ce corps central s'est progressivement transformé en un ensemble architectural très complexe, avec des passerelles, des souterrains, des casemates, des bastions, des meurtrières, des mâchicoulis, etc.
Au centre se trouvait le donjon circulaire, avec la résidence familiale, et même ce dernier élément, d'après les dessins, semble s'effiler progressivement dans les parties supérieures. Cependant, ses façades ont été entièrement détruites lors de la démolition, de sorte que la composition de ses murs est peu connue.

## Siège et destruction du château en 1547
Après l'échec du coup d'État sur Gênes contre les Doria, Gerolamo Fieschi se barricada au château de Montoggio. En prévision d'éventuels revers, le bâtiment avait été fortifié pour résister à tout siège en juillet 1546 par Gian Luigi Fieschi, qui avait entrepris ces travaux en prévision de son action. Les murs avaient été élargis à 4,5 mètres, les bastions modifiés pour les rendre plus inclinés, de nouveaux bastions mineurs et d'autres défenses ajoutés, et les points faibles réparés. Au château, où Gerolamo était barricadé, deux autres conspirateurs de Gian Luigi, Giovanni Battista Verrina et Vincenzo Calcagno, arrivèrent pour l'aider. Ils étaient venus de France, où ils s'étaient réfugiés après que la mort accidentelle de Gianluigi eut déjoué la révolte. Ils avaient noué de nouveaux contacts en France et comptaient sur des promesses d'aide, bien que vagues, du roi de France. D'autres promesses d'aide, encore plus vagues compte tenu de l'inutilité de la tentative, émanèrent de la famille Farnèse de Plaisance.
Agostino Spinola fut envoyé pour s'emparer du château avec une armée génoise. Une première demande des commissaires de la République de Gênes de déposer les armes fut rejetée par Gerolamo Fieschi. Une seconde proposition du Sénat, présentée par Paolo Panza, visant à céder le château contre 50 000 écus d'or, fut également rejetée. Comptant sur une éventuelle aide française – ou du moins du côté pro-français –, le noble Fieschi refusa de rendre la forteresse, décidant de résister à l'ennemi. Le 11 mars, 200 fantassins de la République arrivèrent de Gênes, escortant le condottière Antonio Doria et Giovanni Maria Olgiati, le célèbre architecte militaire milanais, à Montoggio. Olgiati avait conçu les nouvelles murailles de Gênes commandées par Andrea Doria au début des années 1530, et avait par la suite fréquemment fait appel à Ferrant Ier Gonzague depuis que Doria avait fait défection du côté espagnol. Olgiati, qui concevait également les nouvelles murailles de Milan cette année-là, devait choisir les meilleurs emplacements à Montoggio pour positionner son artillerie afin que ses tirs aient le plus grand impact sur la forteresse. Il identifia l'emplacement de la Costa Rotta au-dessus de Granara, à environ 1 000 mètres du château et à la même altitude. Le 26 mars, une lettre du gouvernement de la République annonça que la forteresse était encerclée depuis plusieurs jours.
La bataille éclata, mais la résistance prolongea les opérations, qui se poursuivirent de mars à avril. Début avril, Agostino Spinola disposait d'environ 2 000 hommes armés, principalement originaires de Corse, et d'une importante artillerie, positionnée sur la colline de Costa Rotta, dans la zone de Granara, un quartier résidentiel au nord du château. Il commença immédiatement à bombarder le château. Après 40 jours de tirs et plus de 10 000 coups de canon, la milice républicaine avait non seulement échoué à s'emparer du château, mais avait également subi des pertes importantes. Le duc de Parme, Pierre-Louis Farnèse, approvisionna Girolamo Fieschi en vivres et en armes ; plus tard, il put compter sur le ravitaillement de ses fiefs de Fieschi, qui, grâce également aux garnisons qu'il avait placées dans les châteaux de Cariseto (it), près de Plaisance, et de Varese Ligure (La Spezia) (it), parvenaient encore à acheminer sporadiquement des vivres et des provisions au château. Le mauvais temps interrompit brièvement le siège, qui reprit peu après. Spinola mobilisa tous les habitants de la région âgés de 17 à 70 ans pour ses opérations et s'empara simultanément des deux châteaux de Fieschi. Il reçut ensuite des renforts de troupes corses de la Seigneurie. Le duc de Florence, pressé par Andrea Doria, lui envoya de nouvelles bombardes et de nombreux fantassins, tandis que l'ambassadeur Ferdinand Ier lui envoyait des provisions, des munitions et une troupe de 400 arquebusiers. Le 8 mai, 40 pièces d'artillerie supplémentaires furent transportées par la Via dei Giovi (it), préférée à la route plus courte mais escarpée du col de Creto (it). Une fois celles-ci en place, le feu fut à nouveau ouvert sur le château sous la direction de Filippo Doria. Agostino Spinola décida alors de déployer l'artillerie, sur ordre de Doria, sur une crête plus basse, celle d'Omletto, et finalement, le 10 mai, ordonna la reprise de l'offensive. Le feu des canons commença alors à démolir les murs. La bataille reprit avec encore plus de violence, avec de nouvelles attaques, mais le château parvint néanmoins à tenir.
Ce fut finalement le manque de nourriture et la mutinerie des 30 miliciens étrangers à la solde de Fieschi qui provoquèrent l'effondrement de la résistance. Les mercenaires de Fieschi, épuisés, étaient au bord de la révolte, faute de solde, et les espoirs d'aide de la France, sollicitée par Ottobuono Fieschi, s'amenuisaient. Un soldat répandit de fausses nouvelles, affirmant qu'Ottobuono Fieschi rapportait que le roi de France refusait de soutenir les Fieschi. Girolamo Fieschi résolut de se rendre et, le 6 juin, il envoya Gerolamo Garaventa et Tommaso Assereto à Spinola pour leur proposer de se rendre, à condition que sa vie et ses biens soient épargnés. Doria, cependant, maintint une ligne dure, et l'Assemblée sénatoriale refusa en conséquence. Agostino Spinola renouvela l'attaque, reprenant les bombardements et rapprochant ses canons ; les miliciens mercenaires de Fieschi exigèrent de partir, mais Fieschi refusa. Les miliciens se mutinèrent alors et, le matin du 11 juin, ils s'emparèrent de la tour, dévastée par les tirs d'artillerie, et laissèrent entrer un premier groupe de soldats génois. Une compagnie d'infanterie de Spinola entra immédiatement, dirigée par le capitaine Sebastiano Lercari, et le reste des troupes suivit.
Gerolamo Fieschi et les derniers fidèles défenseurs de la forteresse furent contraints de se rendre. C'était le 11 juin 1547 : Vincenzo Calcagno, Gerolamo Manara et deux autres fidèles de Fieschi furent massacrés sur place. Gerolamo Fieschi fut fait prisonnier avec Verrina et d'autres. Un bref procès s'ensuivit, le 12 juillet, à l'aube, dans la chapelle San Rocco, au pied du château. Fieschi et ses partisans assistèrent à leur dernière messe. Ils furent ensuite condamnés à mort, et certains furent envoyés en prison ou en exil. À Montoggio, Gerolamo Fieschi et Giovanni Battista Verrina furent décapités ; Desiderio Cangialanza fut pendu. Le Sénat ordonna la démolition du château par décret le 11 juin. Il fut miné en août et dynamité en septembre, mais sa structure était telle – et l'épaisseur de ses murs si impressionnante – que les démineurs durent travailler encore deux ans pour achever les travaux et réduire le complexe fortifié à son état actuel.

## La disposition des canons ou bouches à feu
Sous Sinibaldo Fieschi (futur pape Innocent IV) – et même avant son fils Gian Luigi – le château disposait d'une série d'armes à feu, dont seules les archives familiales conservent la trace.
Il est possible de reconstituer l'état des fortifications dans lequel Sinibaldo Fieschi laissa le château au début du XVIe siècle.
Sur les flancs extérieurs sud et est, perpendiculaires à la falaise et donc imprenables à l'artillerie de l'époque, les deux tours d'angle orientées sud n'étaient pas équipées d'artillerie.
En revanche, une artillerie puissante était installée dans les deux tours nord : celle faisant face à la citerne San Rocco était équipée de quatre petits canons, appelés smerigi, et de quatre grandes arquebuses ; l'autre tour, orientée vers les bois, était équipée de quatre grandes pièces d'artillerie, appelées sagri, de douze smerigi, d'une petite bombarde et de seize arquebuses métalliques, nécessaires pour bloquer les attaques ennemies venant de l'ouest.
Encore plus solidement fortifié était le couloir intérieur derrière le bastion ouest, situé au-delà des douves et dominant le terrain de parade. On y trouvait un grand canon, un canon à couleuvrine et une demi-couleuvrine.
Le quadrilatère fortifié était donc équipé d'artillerie sur ses côtés ouest et nord. Le dépôt d'armes se trouvait au fond de la salle intérieure, les quartiers d'habitation, où se trouvaient vingt-cinq arquebuses, sept canons, cinq smerigioni et quarante-sept arbalètes de table.
Au total, quatre smerigioni, vingt et un canons, une bombarde, quarante-cinq arquebuses, six canons, une couleuvrine, une demi-couleuvrine, sept canons et quarante-sept arbalètes, ainsi que des accessoires (magasins, enclumes, forges, mortiers et armes de poing).
Une vingtaine d'années plus tard, le château, encore fortifié par Gian Luigi, le fils de Sinibaldo, fut le théâtre du dernier combat des conspirateurs de 1547, qui se termina en septembre de la même année par la destruction complète de la structure architecturale.